# Methodistische und Wesleyanische Kirchen

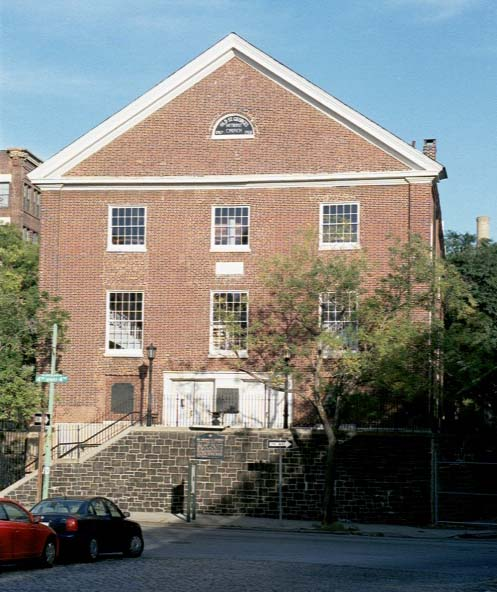
St. George’s Church in Philadelphia, PA, USA: ältestes kontinuierlich genutztes Gebäude einer methodistischen Kirche

Methodistische und wesleyanische Kirchen sind Kirchen, die in Theologie und Kirchenverfassung auf der von John Wesley begründeten methodistischen Tradition beruhen. Bei John Wesley liegt das Hauptgewicht seiner Theologie nicht auf Meinungen und Lehren, sondern auf Gesinnung und Lebensführung. Mitbegründer der methodistischen Kirchen waren Johns Bruder Charles Wesley und George Whitefield.
Die Kirchen methodistischer und wesleyanischer Tradition sind im Weltrat methodistischer Kirchen (WMC) organisiert, der zu den großen protestantischen Kirchenbünden zählt. Im deutschen Sprachraum vertretene Gliedkirchen des WMC sind die Evangelisch-methodistische Kirche, die Freie methodistische Kirche mit ihren Kirchenregionen, die Evangelische Gemeinschaft Deutschland und die Kirche des Nazareners. Die Heilsarmee entstammt ebenfalls methodistischer Tradition, ist aber nicht Mitglied im WMC.

## Besonderheiten der wesleyanischen Tradition
In ihrer Entstehungszeit unterschieden sich die Methodisten von anderen protestantischen Kirchen weniger in der Lehre als vielmehr durch die strengere, methodischere Lebensführung nach biblischen Grundsätzen. Die Kirchen der wesleyanischen Tradition sind, im Gegensatz zu den meisten anderen Kirchen, nicht wegen einer Lehrdifferenz zu einer anderen Kirche entstanden: Sowohl die Entstehung der ersten Bischöflichen Methodistenkirche als auch später die Entstehung von unterschiedlichen methodistischen Kirchen war primär durch politische Verhältnisse, sprachliche oder kulturelle Unterschiede bedingt.
Deshalb erklärt sich, dass die Kirchen der wesleyanischen Tradition sich nicht nur trennen, sondern oft auch (wieder)vereinigen und dass sie für eine ökumenische Zusammenarbeit offen sind.

### Theologie

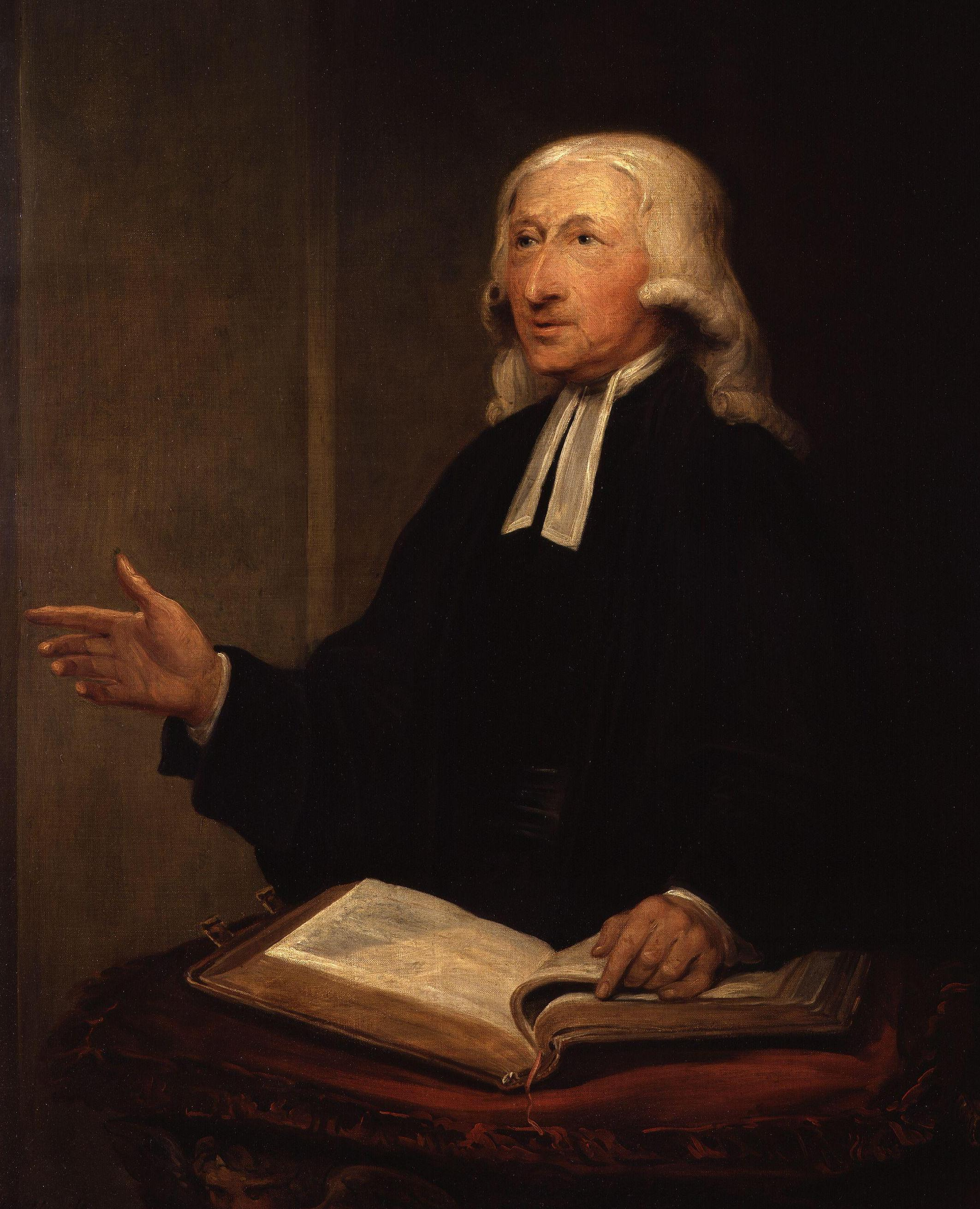
John Wesley (1703–1791)

John Wesley hat keine eigenständige Theologie entwickelt. Die methodistischen und wesleyanischen Kirchen gehen theologisch in den meisten Punkten mit dem konservativen evangelischen Mainstream zusammen, es gibt aber viele progressive Methodisten. Generell versuchen sich Methodisten nicht durch ihre Theologie von anderen Kirchen abzugrenzen.
Einige theologische Sichtweisen von Wesley werden auch heute von den meisten Methodisten geteilt:
- die vorlaufende Gnade: Im Gegensatz zur calvinistischen Lehre von der doppelten Prädestination gehen Methodisten davon aus, dass Gottes Gnade allen Menschen gilt. Gott bietet allen Menschen die Erlösung an – diese hängt aber auch von der Antwort des Menschen ab. Die Gnade Gottes ist eine vorlaufende Gnade insofern, als sie den Menschen zum Hören des Evangeliums befähigt und den Glauben so ermöglicht. Der Glaube ist demnach sowohl Gottes Werk im Menschen als auch Entscheidung des Menschen.
- die wesleyanische Sicht der Heiligung, die weit über den Begriff der Erlösung hinausgeht und eine Erneuerung des ganzen Menschen nach dem Bild Gottes beinhaltet. Die vollständige Erlösung ist nach Wesley nicht nur das, was Gott durch Christus „für uns getan hat“, sondern auch das, was Gott durch Christus „in uns tut“. Biblisches Christentum findet nach Wesley seinen höchsten Ausdruck im praktischen Handeln und der ethischen Haltung des einzelnen Christen sowie der Kirche und erst in zweiter Linie in theologischer Doktrin.
- die wesleyanische „Quadrilateral“ von vier Kriterien,[2] die „bei der Auslegung der Heiligen Schrift“ mitwirken,[3] nämlich die Bibel (d. h. das Mitbedenken anderer Bibelstellen, letztlich das aus dem bisherigen Bibellesen gewonnene dogmatische Bild), die Tradition (d. h. die bisherige Auslegung der Christenheit, wie sie sich etwa in Bibelkommentaren niederschlägt) und die (Lebens-)Erfahrung (wer z. B. persönlich Heilungswunder erlebt hat, wird eher dazu neigen, Erzählungen über Heilungen in der Bibel für historisch zu halten); das Mitwirken der Vernunft als Hilfsmittel beim „Verarbeiten“ betrifft alle diese Faktoren.[4]

### Frömmigkeit
Auch wenn die theologische Dogmatik des Methodismus sich nicht wesentlich von derjenigen anderer evangelischer Glaubensrichtungen unterscheidet, weist doch die Frömmigkeit der sich zum Methodismus Bekennenden in Geschichte und Gegenwart einige charakteristische Züge auf. Sie ist von den Traditionen des Puritanismus und des Pietismus beeinflusst, die beide in Wesleys Biografie eine wesentliche Rolle spielten. Eine zentrale Rolle der methodistischen Frömmigkeit spielt danach die Idee der individuellen Bekehrung als eines spezifischen und in der Tradition oft mit Tag und Stunde zu präzisierenden Erlebnisses, wie es auch von Wesley selber bezeugt ist. Er führte auch neue Formen geistlicher Gemeinschaft in kleinen Gruppen, den sogenannten Klassen (englisch: class meetings) ein. Dabei waren Bibelstudium, Gebet, Einzelseelsorge und gegenseitige Rechenschaftspflicht wichtige Elemente, um im Glauben, in der Nachfolge Christi und in der Heiligung zu wachsen.
Wesentlich sind neben der Bekehrung die Vollkommenheit, also die persönliche Beziehung zu Christus, durch die der Mensch nicht dauernd ein der Sünde verhaftetes Wesen bleiben muss, die persönliche Heiligung aufgrund der lebensverändernden Erfahrung der Gnade Gottes und das Wachsen in der Liebe. Daher rührt sowohl die starke Betonung der Diakonie als auch die skeptische Auffassung gegenüber als weltlich deklarierten Vergnügungen (Glücksspiel, Theater, Tanz, Alkoholkonsum etc.).

### Kirchenstruktur
Die Kirchen der wesleyanischen Tradition haben eine distinktive Kirchenstruktur, die sowohl Elemente des Kongregationalismus, des Presbyterianismus als auch des Episkopalismus enthält. Ein besonderes Kennzeichen ist ihr Verbundsystem, in dem sich alle Einheiten regional und international gegenseitig sowohl finanziell als auch geistlich unterstützen.
Die oberste Entscheidungsgewalt über Bekenntnis und Kirchenordnung steht gewöhnlich bei einer Generalkonferenz, die sich paritätisch aus Geistlichen und gewählten Laien zusammensetzt. Die Beschlüsse der Generalkonferenz sind für alle Bischöfe, Pfarrer (in Deutschland: Pastoren) und Gemeinden verbindlich. Unter der Generalkonferenz gibt es ebenfalls paritätisch zusammengesetzte regionale und lokale Konferenzen. In manchen methodistischen/wesleyanischen Kirchen heißt das oberste Kirchenparlament anders und es gibt auch keine weiteren Konferenzen.
Es gibt eine geistliche Hierarchie von Bischöfen, ordinierten Ältesten und ordinierte Diakonen, die ordinierten Ältesten werden auch als Pfarrer, Pastoren oder Prediger bezeichnet. In den meisten wesleyanischen Kirchen können Frauen jedes Amt übernehmen, und die Laienmitarbeiter haben einen großen Stellenwert. Neben den ordinierten Geistlichen gibt es auch zahlreiche qualifizierte und berufene Laienprediger. Bereits 1761 gewährte der Gründer John Wesley Sarah Crosby als erster Frau eine Genehmigung fürs Predigen.
Mitglied einer methodistischen Kirche ist nur, wer sich als Religionsmündiger bewusst dafür entscheidet, dieser methodistischen Kirche beizutreten und aktiv am Gemeindeleben teilzunehmen. Bei der Mitgliederaufnahme, die gewöhnlich im Rahmen eines Gottesdienstes stattfindet, wird ein persönliches Bekenntnis zum auf der Bibel basierenden christlichen Glauben erwartet. Die Mitgliedschaft in einer methodistischen Kirche wird nicht als heilsnotwendig angesehen und daher kein Druck ausgeübt, Mitglied zu werden.
Die Gemeinschaft in der lokalen Gemeinde hat bei den Methodisten einen großen Stellenwert. Methodistische Kirchen schließen sich dabei nicht gegen außen ab; sowohl in den Gottesdiensten als auch im Gemeindeleben ist jeder willkommen. Es gibt in jeder methodistischen Kirche auch mehr oder weniger zahlreiche Freunde, die keine offiziellen Mitglieder sind, aber ebenfalls am Gemeindeleben teilnehmen.

### Sakramente
Wesleyanische Kirchen kennen als Sakramente die Taufe und das Abendmahl.
Kindertaufe ist in vielen Kirchen die Regel, führt aber nicht automatisch zur Mitgliedschaft. Wer nicht getauft ist, wird anlässlich seiner Aufnahme in die Kirche getauft. Die Kirchen der wesleyanischen Tradition erkennen alle trinitarischen Taufen anderer Kirchen an (siehe hierzu auch: Magdeburger Erklärung).
Das Abendmahl ist in den methodistischen und wesleyanischen Kirchen eine liturgische Feier, bei der ein ordinierter Geistlicher präsidiert. Die Liturgie hat ihre Wurzeln in der anglikanischen Tradition.
Beim Abendmahl gehen die methodistischen Kirchen von der wirklichen, persönlichen und lebendigen Gegenwart Jesu Christi im Abendmahl aus, ohne diese vollständig erklären zu wollen. Sowohl die reine Erinnerungsfeier als auch die Lehre von der Transsubstantiation werden abgelehnt. Das Abendmahl ist Sakrament, Eucharistie (Dank), Gemeinschaft der (umfassenden) Kirche, Erinnerung und Gnadenmittel. Es ist auch ein Opfer, allerdings nicht als Wiederholung des Opfers Christi, sondern als Wieder-Darstellung, wobei sich die Kirche in Einheit mit Christus als Opfer gibt (Röm 12,1 ).
Das Abendmahl ist für die Methodisten eine Feier der ganzen Kirche – alle Menschen sind willkommen, auch nicht getaufte, die im Glauben daran teilnehmen wollen. Niemand darf wegen Alters oder mangelnden Verständnisses abgelehnt werden.
Die methodistischen Kirchen in den USA waren im 19. Jahrhundert aktiver Teil der Abstinenzbewegung, und viele von ihnen verwenden bis heute aus dieser Tradition heraus Traubensaft statt Wein. Dies ist auch in einigen deutschen Gemeinden so, die früher Wein verwendet haben. Der Grund liegt darin, dass auch Kindern und „trockenen“ Alkoholkranken der Zugang zum Abendmahl ermöglicht werden soll.

### Soziales Engagement
Seit John Wesley gehört soziales Engagement für Methodisten und methodistische Kirchen unverzichtbar zum Christsein und zur Kirche. Methodistische Kirchen haben oft lokale Sozialwerke, für die sie personell und finanziell Verantwortung übernehmen, und im methodistischen Verbundsystem werden Sozialwerke oder soziale Projekte lokaler Kirchen, wo nötig, international unterstützt.
So wurde schon 1908 von der Bischöflichen Methodistenkirche ein soziales Bekenntnis verabschiedet, in dem sie sich auf soziales Engagement verpflichtete:

„Die Bischöfliche Methodistenkirche tritt ein …
- für gleiche Rechte und völlige Gerechtigkeit für alle Menschen in allen Stadien ihres Lebens,
- für das Prinzip von Beratung und Schiedsverfahren bei Meinungsverschiedenheiten in der Industrie,
- für den Schutz der Arbeiter vor gefährlichen Maschinen, vor Berufskrankheiten, Verletzungen und Todesfällen,
- für die Abschaffung der Kinderarbeit,
- für eine Regelung der Arbeitsbedingungen für Frauen, die die körperliche und moralische Gesundheit der Gesellschaft sichert,
- für die Abschaffung des Ausbeutersystems,
- für die schrittweise, vernünftige Verkürzung der Arbeitszeit bis zum niedrigsten durchführbaren Punkt, verbunden mit Arbeit für alle, die für ein wahrhaft menschliches Leben erforderlich ist,
- für einen arbeitsfreien Tag in der Woche,
- für einen zum Lebensunterhalt ausreichenden Lohn in allen Industriezweigen,
- für einen dem jeweiligen Industriezweig höchstmöglichen Lohn und für die erreichbar gerechteste Verteilung der Industrieprodukte,
- für die Anerkennung der Goldenen Regel und der Gesinnung Christi als höchstes Gesetz in der Gesellschaft und als sicheres Heilmittel für alle sozialen Krankheiten.“

Diesem folgten bis heute weitere Bekenntnisse, welche die jeweils aktuellen gesellschaftlichen Themen behandelten und behandeln. (Siehe auch: Soziales Bekenntnis der EmK)
Methodisten waren und sind auch oft in konfessionsübergreifenden sozialen Projekten tätig, wie Abolitionismus, Abstinenzbewegung, Umweltschutz oder Friedensbewegung.

## Geschichte

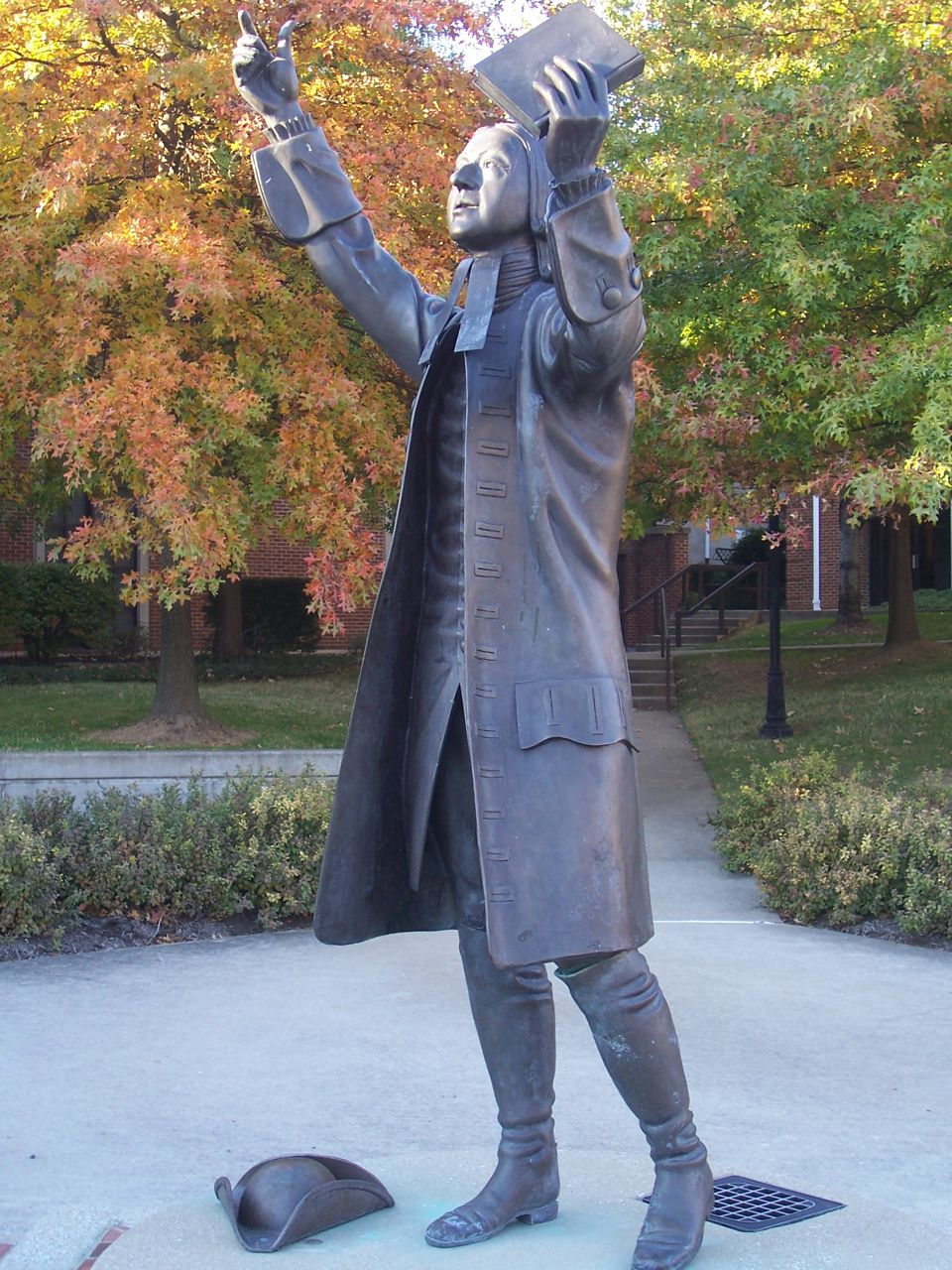
Statue von John Wesley

Die Wurzeln des Methodismus liegen im England des 18. Jahrhunderts. Eine religiöse Studentengruppe fiel in Oxford durch systematische Zeiteinteilung, hohe Disziplin und ernsthafte Lebenseinstellung auf. Die Studenten dieses „Heiligen Clubs“ (englisch Holy Club) wurden deshalb von andern spöttisch als „Methodisten“ bezeichnet.
Die Brüder John und Charles Wesley und George Whitefield begründeten zwischen 1729 und 1735 nach einer persönlichen Bekehrung eine enthusiastische Erweckungsbewegung innerhalb der anglikanischen Kirche, die Einflüsse des Puritanismus, des Pietismus und der Herrnhuter Brüdergemeine (Fetter Lane Society) aufnahm.
Nicht das kirchliche Ritual der anglikanischen Kirche machte nach Ansicht der Methodisten den wahren christlichen Glauben aus, sondern bewusste innere Umkehr (Buße) und Wiedergeburt aufgrund der Rechtfertigung durch Jesus Christus, durch die eine persönliche Heilsgewissheit erfahren werden kann. Durch die Beziehung zu Jesus Christus muss der Mensch nicht ein der Sünde verhaftetes Wesen bleiben. Heiligung ist für die Methodisten kein erreichter Zustand, sondern ein Ziel, verstanden als ein fortgesetztes Wachstum in der Liebe zu Gott und den Mitmenschen (für die Methodisten gibt es das eine nicht ohne das andere). Evangelisation ist ebenso wie Diakonie eine natürliche Folge dieser wachsenden Liebe, und beides gehört für die Methodisten untrennbar zusammen.
Die frühen Methodisten zogen als Wanderprediger durch ganz Großbritannien und später auch durch die Dreizehn Kolonien Nordamerikas mit dem Ziel, durch Erweckungspredigten die Menschen, vor allem Bevölkerungsschichten minderen Bildungsstandes, die von der anglikanischen Kirche vernachlässigt wurden, zum Glauben an Gott zu bekehren und zu einem geheiligten christlichen Leben zu führen. Wegen ihres ungewöhnlichen, unkonventionellen Auftretens und ihres missionarischen Eifers wurden sie vielfach zur Zielscheibe des Spotts und mussten sich harscher Kritik der offiziellen Kirche stellen. 1788 gab es in England etwa 75.000 Methodisten, 1776 in den Dreizehn Kolonien 4920 Mitglieder und 1850 in den USA bereits 2,6 Millionen in 13.300 Gemeinden.
Wesentliche Merkmale der frühen Methodisten waren ein persönlicher, engagierter Glaube, das Laienpredigertum, die Organisation in kleinen lokalen Gruppen (englisch: class meetings) mit Bibelstudium und gegenseitiger Rechenschaftspflicht, das Ideal eines heiligen christlichen Lebens und die Sozialarbeit. John Wesley z. B. war ein Prediger, der Armenapotheken und Darlehenskassen gründete, Bücher über Volksmedizin schrieb und sich für Gefängnisreformen und gegen die Sklaverei stark engagierte.
Besonders stark wurden die methodistischen Gemeinden in Wales, wo die methodistischen Erweckungsbewegungen Mitte des 20. Jahrhunderts mehr Anhänger hatten als die etablierte Anglikanische Kirche, was auch dazu führte, dass diese 1920 durch Parlamentsbeschluss ihren Status als Staatsreligion verlor und seither als Church in Wales neben anderen Religionsgemeinschaften besteht.

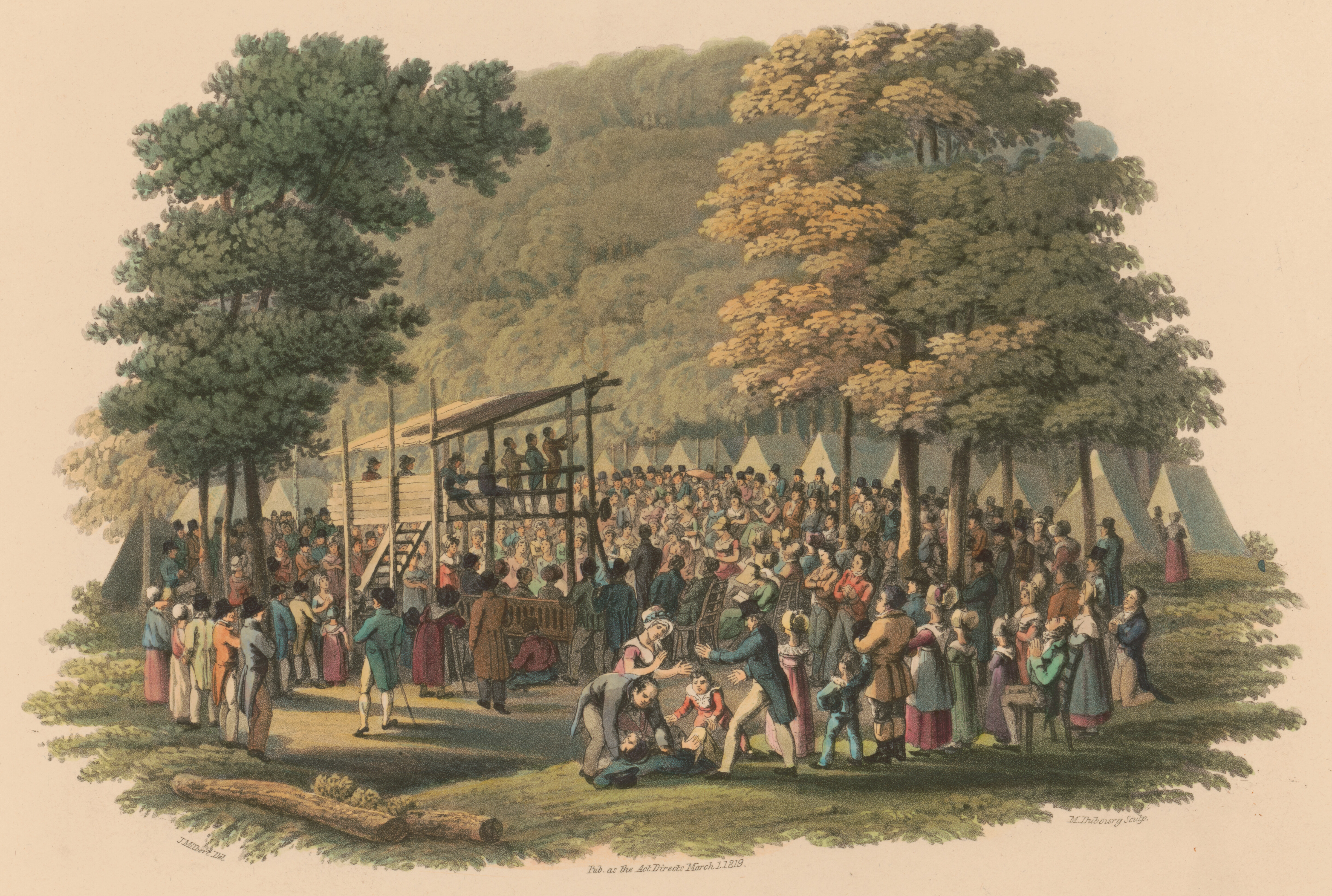
Methodistisches Camp Meeting 1819

Im 19. Jahrhundert wurden die Methodisten zur größten Religionsgemeinschaft in den USA. In dieser Zeit entwickelten sich in den USA auch zwei deutschsprachige Zweige der Methodisten, die Kirche der Vereinigten Brüder in Christo (United Brethren in Christ), die als erste in den Vereinigten Staaten entstandene Konfession gilt, und die Evangelische Gemeinschaft (Evangelical Association) sowie verschiedene von Afroamerikanern getragene Kirchen wie die African Methodist Episcopal Church, die African Methodist Episcopal Zion Church und die Christian Methodist Episcopal Church.
In Großbritannien hatten die Methodisten nach John Wesleys Tod ein starkes Wachstum zu verzeichnen; so gehörten den in einer Reihe von Spaltungen entstandenen verschiedenen methodistischen Kirchen 1821 rund 215.000 Mitglieder, 1861 ca. 513.000 Mitglieder und 1906 etwa 800.000 Mitglieder an. Auf Grund von organisatorischen und politischen Konflikten kam es ab 1797 zu einer Vielzahl von Abspaltungen von der Original Connexion, aus welchen beispielsweise die New Connexion und die Primitive Methodists entstanden. 1932 schloss sich das Gros der britischen Methodisten zur Methodist Church of Great Britain zusammen.
1817 gab es in Hamburg die ersten Bemühungen englischer Kaufleute zur Gründung einer methodistischen Gemeinde in Deutschland. Auf Einspruch der Anglikanischen Kirche wurden diese Aktivitäten nach etwa zwei Jahren vom Hamburger Senat verboten. Erstmals bekannt wurden die methodistischen Lehren unter evangelischen Christen in Deutschland durch Friedrich Adolph Krummacher, der 1828 und 1841 in Hamburg eine deutsche Übersetzung des zweibändigen Werks von Robert Southey John Wesley’s Leben, die Entstehung und Verbreitung des Methodismus herausgab. Es war die erste umfassende Darstellung des Methodismus in deutscher Sprache. Drei seiner Lieder fanden Eingang in das Gesangbuch der Methodistenkirche für die Gemeinden in Deutschland (1926).
Fuß fasste der Methodismus in Deutschland schließlich durch die missionarische Tätigkeit von Rückkehrern, die in England und den USA Methodisten geworden waren. Der erste dieser Rückkehrer war Christoph Gottlob Müller, der in Württemberg ab etwa 1830 im Auftrag des britischen wesleyanischen Methodismus tätig war. Ab 1849 arbeiteten Mitglieder der in den USA gegründeten Bischöflichen Methodistenkirche in Bremen, ab 1850 Mitglieder der Evangelischen Gemeinschaft in Stuttgart und ab 1869 Mitglieder der Kirche der Vereinigten Brüder in Christo in Naila bei Hof, letztere wurde 1800 in den USA durch den deutschen reformierten Pastor Philipp Wilhelm Otterbein (1726–1813) und den Mennoniten Martin Böhm (1725–1812) gegründet, die stark von den frühen Methodisten beeinflusst wurden. Jakob Albrecht (1759–1808) dagegen rief 1809 die Neuformierte Methodistenkonferenz ins Leben, die ab 1816 den Namen Evangelische Gemeinschaft erhielt. Die beiden letztgenannten deutschsprachigen Arbeitszweige schlossen sich 1946 unter dem Namen Evangelische Gemeinschaft (englisch: Evangelical United Brethren Church).
Am 23. April 1968 vereinigten sich die Methodistenkirche und die Evangelische Gemeinschaft zur Evangelisch-methodistischen Kirche (englisch: United Methodist Church).
Im Jahr 2022 zählte die United Methodist Church in den USA noch 5,4 Millionen Mitglieder in knapp 30.000 Gemeinden, nachdem sie in den Sechzigerjahren des 20. Jahrhunderts etwa 10 Millionen Mitglieder hatte. Nach jahrzehntelangem Ringen entschied Anfang Mai 2024 die Generalkonferenz der UMC in Charlotte NC, die generellen Einschränkungen für Ordinationen von gleichgeschlechtlichen Personen aufzugeben und die Entscheidungen den Weltregionen zu überlassen. Diese Entscheidung war möglich geworden, weil zwischen den Jahren 2019 und 2023 ungefähr 7.600 konservative Gemeinden, davon 5.600 alleine im Jahr 2023, die Vereinigung verlassen hatten und damit neue Mehrheitsverhältnisse geschaffen wurden. Die traditionellen Gemeinden, welche die Kirche verlassen hatten, konnten sich auf den Paragraphen 2549 des United Methodist Book of Discipline berufen. Die neue konservative methodistische Kirchenvereinigung heißt Global Methodist Church, wie an der Mega Manila Conference festgelegt wurde; Gründungsdatum ist der 1. Mai 2022.

## Bekannte Methodisten

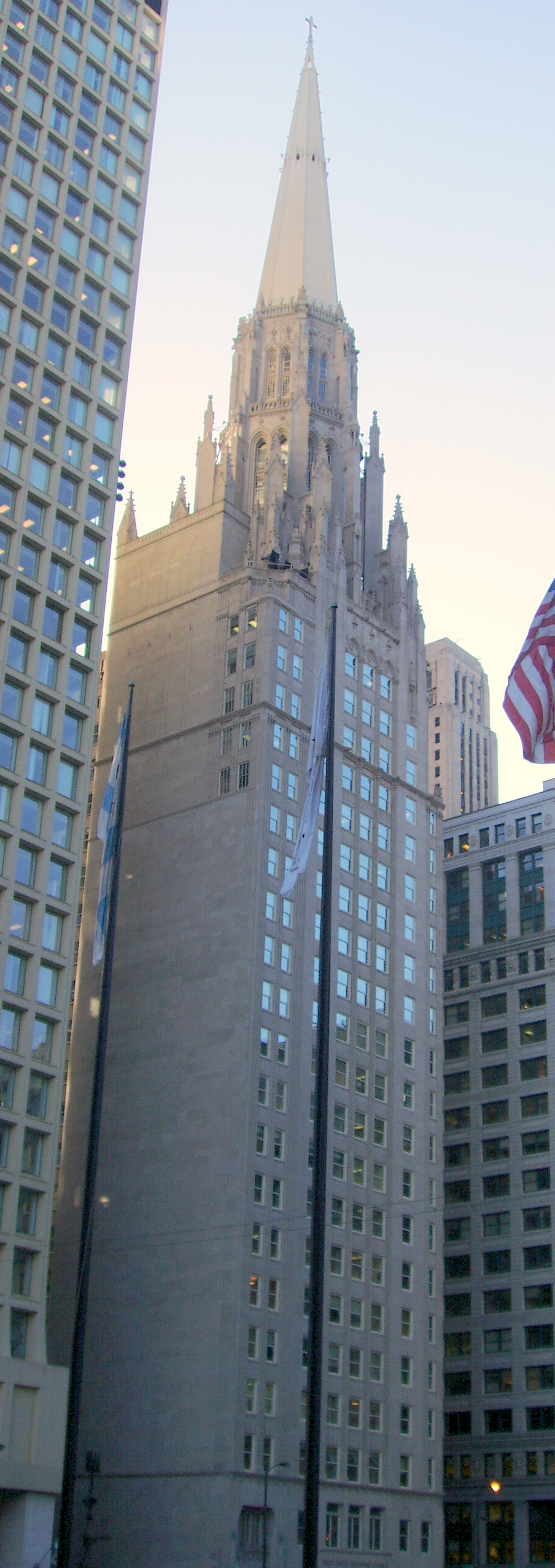
Chicago Temple

- John Wesley (1703–1791), Gründer der methodistischen Bewegung
- Charles Wesley (1707–1788), Mitbegründer des Methodismus sowie Dichter vieler Kirchenlieder
- George Whitefield (1714–1770), Mitbegründer des Methodismus und berühmter Prediger des 18. Jahrhunderts
- Francis Asbury (1745–1816), Prediger, Evangelist und einer der beiden ersten Bischöfe der methodistischen Kirche in den USA
- Thomas Coke (1747–1814), Prediger, Missionar und einer der beiden ersten Bischöfe der methodistischen Kirche in den USA
- Josiah Henson (1789–1883), ehemaliger US-amerikanischer Sklave, Fluchthelfer und methodistischer Pastor in den USA und Kanada
- Sojourner Truth (um 1797–1883), ehemalige US-amerikanische Sklavin, Abolitionistin, Frauenrechtlerin und methodistische Wanderpredigerin
- Harriet Tubman (um 1820–1913), US-afroamerikanische Fluchthelferin der Underground Railroad
- Ulysses S. Grant (1822–1885), General im Amerikanischen Bürgerkrieg, 18. Präsident der USA (1869–1877)
- William Booth (1829–1912), englischer Methodistenpastor, der später die Heilsarmee gründete
- Geronimo (1829–1909), Kriegshäuptling der Bedonkohe-Apachen
- James Hudson Taylor (1832–1905), englischer Missionar, der 1865 die China-Inland-Mission gründete
- Franz Klüsner (1837–1916), einflussreicher Prediger in Ostfriesland und Oldenburg, Gründer zahlreicher Gemeinden
- Alma Bridwell White (1862–1946), US-amerikanische Gründerin und Bischöfin der Pillar of Fire Kirche
- John Raleigh Mott (1865–1955), einer der Väter des CVJM und der Ökumenischen Bewegung, Friedensnobelpreisträger
- Rhee Syng-man (1875–1965), von 1948 bis 1960 erster Präsident Südkoreas
- William Joseph Simmons (1880–1945), Gründer des zweiten Ku-Klux-Klan
- Eli Stanley Jones (1884–1973), Theologe und Missionar
- Chiang Kai-shek (1887–1975), chinesischer Militär und Politiker
- William S. Tubman (1895–1971), Präsident von Liberia (1943–1971)
- Albert John Luthuli (1898–1967), Präsident des ANC (1952–1967), Friedensnobelpreisträger
- Ferdinand Sigg (1902–1965), Bischof der Bischöflichen Methodistenkirche und Ökumeniker
- Rosa Parks (1913–2005), US-amerikanische Bürgerrechtlerin. Ihre Weigerung, ihren Sitzplatz im Bus für einen weißen Fahrgast zu räumen, gab den Anlass für den Montgomery Bus Boycott.
- Nelson Mandela (1918–2013), Anti-Apartheid-Kämpfer, ehem. Präsident von Südafrika, Friedensnobelpreisträger
- Philip Potter (1921–2015), dominikanischer methodistischer Pastor und Generalsekretär des Ökumenischen Rats der Kirchen
- Horst Marquardt (1929–2020), deutscher methodistischer Pastor und Mitbegründer des Evangeliums-Rundfunk und IDEA
- Thomas C. Oden (1931–2016), US-amerikanischer Theologieprofessor an der Yale University
- Lawi Imathiu (* 1932), methodistischer Bischof aus Kenia, erster afrikanischer Präsident des Weltrats der Kirchen
- Ellen Johnson Sirleaf (* 1938), Präsidentin von Liberia, Friedensnobelpreisträgerin
- James D. G. Dunn (1939–2020), britischer Neutestamentler
- Stanley Hauerwas (* 1940), US-amerikanischer Theologe, Ethiker an der Duke University und Autor
- Walter Klaiber (* 1940), deutscher Theologe und methodistischer Bischof in Deutschland 1989–2005
- David Lange (1942–2005), ehemaliger Premierminister von Neuseeland
- George W. Bush (* 1946), 43. Präsident der USA (2001–2009)
- Jeff Sessions (* 1946), US-amerikanischer Politiker, Justizminister 2017–2018
- Hillary Clinton (* 1947), ehemalige US-Senatorin und von 2009 bis 2013 US-Außenministerin
- Samuel Kobia (* 1947), Generalsekretär des Ökumenischen Rates der Kirchen (2004–2009)
- Leonard Sweet (* 1947), Pastor, Theologieprofessor, Semiotiker, Kirchenhistoriker, Autor und Redner
- Elizabeth Warren (* 1949), US-amerikanische Juristin und Politikerin
- Boris Trajkovski (1956–2004), ehemaliger Präsident von Mazedonien
- Michelle Obama (* 1964 als Michelle Robinson), Anwältin und US-First Lady (wechselte mit ihrem Mann Barack Obama zur United Church of Christ)
- Casimira Rodríguez (* 1966), Gewerkschafterin, 2006 bis 2007 Justizministerin von Bolivien